# 전라남도의 행정 구역
전라남도의 행정 구역은 2012년 1월 1일을 기준으로 5시 17개 군으로 구성되어 있다. 그리고 31개의 읍, 198개의 면, 67개의 동이 있다.

## 행정 구역
| 이름     | 한자     | 세대    | 인구      | 면적     | 행정 지도 |
| -------- | -------- | ------- | --------- | -------- | --------- |
| 목포시   | 木浦市   | 99,816  | 237,255   | 50.12    |           |
| 여수시   | 麗水市   | 117,006 | 288,171   | 503.33   |           |
| 순천시   | 順天市   | 107,282 | 281,297   | 907.45   |           |
| 나주시   | 羅州市   | 45,629  | 97,454    | 608.59   |           |
| 광양시   | 光陽市   | 59,056  | 151,896   | 456.34   |           |
| 담양군   | 潭陽郡   | 21,822  | 46,871    | 456.96   |           |
| 곡성군   | 谷城郡   | 15,058  | 30,805    | 547.44   |           |
| 구례군   | 求禮郡   | 12,513  | 27,148    | 443.24   |           |
| 고흥군   | 高興郡   | 34,556  | 0,0009    | 776.4    |           |
| 보성군   | 寶城郡   | 22,310  | 45,287    | 663.46   |           |
| 화순군   | 和順郡   | 29,309  | 65,925    | 786.84   |           |
| 장흥군   | 長興郡   | 20,012  | 40,985    | 622.37   |           |
| 강진군   | 康津郡   | 18,673  | 39,208    | 500.47   |           |
| 해남군   | 海南郡   | 35,309  | 76,395    | 1005.77  |           |
| 영암군   | 靈岩郡   | 27,335  | 58,524    | 603.49   |           |
| 무안군   | 務安郡   | 34,855  | 82,050    | 448.95   |           |
| 함평군   | 咸平郡   | 17,520  | 34,918    | 392.35   |           |
| 영광군   | 靈光郡   | 26,004  | 56,338    | 475.04   |           |
| 장성군   | 長城郡   | 21,362  | 46,098    | 518.52   |           |
| 완도군   | 莞島郡   | 25,445  | 53,051    | 396.13   |           |
| 진도군   | 珍島郡   | 15,864  | 32,519    | 439.90   |           |
| 신안군   | 新安郡   | 22,300  | 43,521    | 655.44   |           |
| 전라남도 | 全羅南道 | 830,361 | 1,906,074 | 12,256.6 |           |

*인구 2015년, 면적은 2012년 기준

## 폐지되거나 분리된 행정 구역

### 폐지된 행정 구역
- 광산군 - 1988년 1월 1일 광주직할시에 편입하여 광주 광산구가 됨
- 송정시 - 1988년 1월 1일 광주직할시에 편입하여 광주 광산구가 됨
- 광양군 - 1995년 1월 1일 동광양시와 합병하여 광양시가 됨
- 동광양시 - 1995년 1월 1일 광양군과 합병하여 광양시가 됨
- 여천군 - 1998년 4월 1일 여수시에 병합
- 여천시 - 1998년 4월 1일 여수시에 병합
- 나주군 - 1995년 1월 1일 나주시에 병합
- 승주군 - 1995년 1월 1일 순천시에 병합

### 분리된 행정 구역
- 제주도 (濟州島)  - 1946년 8월 1일 전라남도에서 제주도 (濟州道) 로 분리됨
  - 북제주군 - 1946년 8월 1일 제주도 (濟州島)를 분할하여 북제주군이 설치됨. 2006년 7월 1일 제주시와 합병하여 제주시가 됨
  - 남제주군 - 1946년 8월 1일 제주도 (濟州島)를 분할하여 남제주군이 설치됨. 2006년 7월 1일 서귀포시와 합병하여 서귀포시가 됨
- 광주시 - 1986년 11월 1일 광주시가 광주직할시(현:광주광역시) 로 분리됨